# John Butler Yeats
John Butler Yeats (ur. 16 marca 1839 w Tullylish w Irlandii, zm. 3 lutego 1922 w Nowym Jorku) – irlandzki malarz, ojciec poety Williama Butlera Yeatsa i malarza Jacka Butlera Yeatsa. Najbardziej znanym jego obrazem jest portret syna Williama (1900), znajdujący się w zbiorach National Gallery of Ireland oraz portret Johna O'Leary (1904).

## Życiorys
John Butler Yeats w młodości uczęszczał do Trinity College i studiował prawo na Inn King w Dublinie. W 1863 roku ożenił się z Susan Pollexfen i zamieszkał w domu przy 5 Avenue Sandymount w Dublinie, gdzie w 1865 roku urodził się jego syn William. W 1866 rozpoczął pracę w barze, z której zrezygnował w 1867 roku, gdy zainteresował się rysunkiem. Wyjechał do Londynu, gdzie podjął naukę w Art School Heatherleys. Często malował portrety na zlecenie, nie przyniosły mu one jednak spodziewanego dochodu.
Przez większą część swojego życia pozostawał w trudnej sytuacji finansowej. Mieszkał na przemian w Anglii i Irlandii żyjąc z prowizji za wykonane portrety i ilustracje. W 1871 roku urodził się jego syn Jack. Pomimo niepowodzenia w interesach John Yeats był mistrzem sztuki portretowej, porównywanym przez jednego z krytyków do Rembrandta. Wystawiał swoje prace w Royal Academy oraz, regularnie, w Royal Hibernian Academy, stając się w pełnoprawnym jej członkiem w roku 1892.
W 1907 roku przeniósł się do Nowego Jorku, gdzie żył przez kolejne 14 lat. Mieszkał w pensjonacie utrzymując kontakty z artystami, intelektualistami i pisarzami, wśród nich z malarzami szkoły Ashcan School. Choć nigdy nie powrócił do Irlandii, utrzymywał kontakty z rodziną i przyjaciółmi drogą korespondencyjną. Zmarł w Nowym Jorku, pochowany został w Chestertown.

## Twórczość

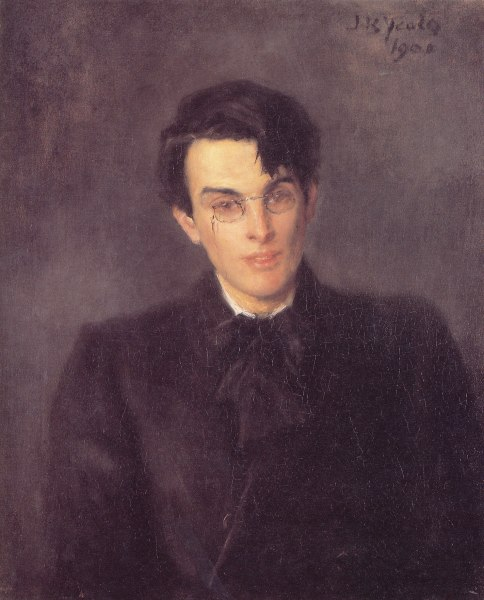
Portret Williama Butlera Yeatsa, 1900, National Gallery of Ireland

Przez pierwsze 20 lat swojej kariery artystycznej Yeats tworzył ilustracje oraz malował sceny rodzajowe i pejzaże. Z tego okresu twórczości wyróżnia się obraz Pippa przechodzi (Pippa passes; 1869–1872, Dublin, National Gallery of Ireland), duży gwasz, przedstawiający młodą wieśniaczkę, ubraną w strój chłopski, wędrującą boso przez las. Zagubiona w myślach kobieta wydaje się być dziwnym intruzem pośród otaczającego ją lasu. Na namalowanie tego obrazu Yeats poświęcił dwa lata. Pracując nad nim przywiązywał dużą uwagę do szczegółów. Niemal geometryczne formy rozwianych przez wiatr włosów kobiety, jej ramion i ubioru kontrastują z karłowatymi formami pni i korzeni. Namalowany na podstawie poematu Roberta Browninga i noszący ten sam tytuł obraz utrzymany jest wyraźnie w stylu prerafaelitów, których twórczość z kolei wywarła wpływ na rozwój symbolizmu.
Pod koniec lat 80. XIX w. Yeats zaczął malować portrety. Choć w ciągu 50 lat namalował ok. 100 obrazów olejnych, to jego największym osiągnięciem są rysunki wykonane ołówkiem. Najlepsze z nich przedstawiają podobizny jego rodziny oraz przyjaciół. Yeats był wielbicielem George'a Fredericka Wattsa, dostrzegał podobieństwo między podejściem Wattsa do malarstwa portretowego a swoim własnym. Interesował się poza tym malarstwem nowoczesnym, w tym impresjonizmem, podziwiając warsztat Jamesa Whistlera. Najważniejsze w dorobku artysty pozostają obrazy olejne i rysunki sporządzone na przełomie XIX i XX w.